# Скаммельсруд, Бент
Бент Андре́ Ска́ммельсруд (норв. Bent André Skammelsrud; род. 18 мая 1966, Сарпсборг) — норвежский футболист, выступавший на позиции полузащитника. В составе сборной Норвегии принимал участие в чемпионате Европы 2000.

## Карьера

### Клубная
Бент Скаммельсруд начал карьеру в 1986 году, выступал за норвежские клубы «Дрёбак/Фрогн ИЛ» и «Фригг». В 1990 году он перешёл в шведский «Мальмё», в котором провёл один сезон/
Скаммельсруд наиболее известен по выступлениям за норвежский клуб «Русенборг». В составе этой команды футболист провёл 272 матча и забил 57 голов в чемпионате Норвегии. Скаммельсруд с момента своего дебюта за «Русенборг» в 1991 году каждый последующий сезон становился победителем Типпелиги. Всего норвежский игрок вместе с командой 11 раз выигрывал чемпионат, а также трижды являлся обладателем Кубка Норвегии. Скаммельсруд несколько сезонов был капитаном «Русенборга», во второй половине 90-х годов считался ключевым игроком команды в матчах Лиги чемпионов. В 1998 году футболист провёл краткосрочный период в леверкузенском «Байере», но позже по семейным причинам вернулся обратно в Норвегию. Игрок завершил карьеру после окончания сезона 2002.

### В сборной
С 1987 года Скаммельсруд начал выступать за молодёжную сборную Норвегии и в её составе 5 раз выходил на поле, забив 1 гол. Дебют в основной сборной страны произошёл в 1989 году в товарищеской встрече со сборной Кувейта. Первый гол за норвежскую сборную футболист забил в матче против Южной Кореи 4 февраля 1990 года, та игра закончилась со счётом 3:2 в пользу Норвегии. В 2000 году Скаммельсруд вместе со сборной поехал на чемпионат Европы 2000. На этом турнире игрок выходил на поле дважды: против сборных Испании и Югославии. Последний матч за сборную норвежский футболист провёл 2 сентября против команды Армении. Всего Скаммельсруд 38 раз выходил в составе сборной Норвегии и забил 6 голов.

## Достижения

### Командные
«Русенборг»
- Чемпион Норвегии: 1992, 1993, 1994, 1995, 1996, 1997, 1998, 1999, 2000, 2001, 2002
- Обладатель Кубка Норвегии: 1992, 1995, 1999

### Личные
- Приз Книксена (лучший полузащитник): 1997
- Приз Книксена категории Б (главные награды) Kniksen’s honour award: 2001 (вместе с Роаром Страндом)

## Статистика выступлений
| Сезон   | Клуб      | Лига        | Матчи | Голы |
| ------- | --------- | ----------- | ----- | ---- |
| 1990    | Мальмё    | Аллсвенскан | 20    | 2    |
| 1991    | Русенборг | Типпелига   | 18    | 2    |
| 1992    | Русенборг | Типпелига   | 22    | 6    |
| 1993    | Русенборг | Типпелига   | 22    | 4    |
| 1994    | Русенборг | Типпелига   | 18    | 3    |
| 1995    | Русенборг | Типпелига   | 25    | 7    |
| 1996    | Русенборг | Типпелига   | 23    | 6    |
| 1997    | Русенборг | Типпелига   | 24    | 5    |
| 1997/98 | Байер 04  | Бундеслига  | 8     | 0    |
| 1998    | Русенборг | Типпелига   | 20    | 1    |
| 1999    | Русенборг | Типпелига   | 25    | 6    |
| 2000    | Русенборг | Типпелига   | 26    | 7    |
| 2001    | Русенборг | Типпелига   | 25    | 7    |
| 2002    | Русенборг | Типпелига   | 20    | 2    |

## Голы Скаммельсруда за сборную Норвегии
| № | Дата           | Соперник          | Счёт | Голы Скаммельсруда | Турнир            |
| 1 | 4 февраля 1990 | Республика Корея  | 3:2  | 1                  | Товарищеский матч |
| 2 | 27 марта 1990  | Северная Ирландия | 3:2  | 1                  | Товарищеский матч |
| 3 | 22 января 1997 | Новая Зеландия    | 3:0  | 2                  | Товарищеский матч |
| 4 | 20 января 1999 | Израиль           | 1:0  | 1                  | Товарищеский матч |
| 5 | 29 марта 2000  | Швейцария         | 2:2  | 1                  | Товарищеский матч |